# Тутка Купріян Йосипович
Купріян Йосипович Тутка (Тутко) (1909 —1942) — український радянський партійний діяч, комісар партизанського загону Шишацького району під час німецько-радянської війни, посмертно нагороджений орденом Вітчизняної війни 1 ступеня та медаллю «Партизанові Вітчизняної війни» 1 ступеня.

## Життєпис
Народився у 1909 році в селищі Шишаки (тоді Полтавська губернія) у селянській родині. У 1917—1924 роках навчався у Шишацькій семирічній школі, яку закінчив на «відмінно». З 1924 року в лавах комсомолу, з 1929 року секретар комсомольського осередку в Шишаках. Служив в армії. Працював головою колгоспу та згодом головою Сагайдацької сільської ради. У 1939 році обраний першим секретарем Шишацького райкому.
Під час окупації протягом німецько-радянської війни, у 1941—1942 роках, був комісаром партизанського загону на території Шишацького району.
У ніч з 4 на 5 листопада 1941 року партизанський загін Купріяна Тутки в с. Баранівка атакував 4 німців, що перевозили легковою машиною кур'єрську пошту і зупинилися на ночівлю у селі. В ході бою було вбито трьох німців (полковника, унтерофіцера та єфрейтора) і захоплено кур'єрську пошту німецького командування та інші документи. Один з партизанів також загинув під час перестрілки, а один з німців втік. За кілька днів у Баранівку прибув каральний загін німців, які розстріляли 12 місцевих мирних жителів і спалили більшу частину села.
Згодом, згідно з краєзнавчими довідниками, німецьке командування оголосило нагороду в сто тисяч марок за голову Купріяна Тутки, як секретаря підпільного райкому партії. За іншою версією, була оголошена нагорода у 10 тисяч карбованців.
В лютому 1942 року Купріян Тутка перетнув лінію фронту для налагодження зав'язків з радянським командуванням, дістався Воронежу, та повернувся у Шишацький район в травні 1942 року. В червні 1942 року він вирушив на пошуки підпільного облкому партії, однак 12 червня в лісі на території Куйбишевської сільської ради, між селами Великі Сорочинці та Куйбишево (зараз Покровське), його оточили поліцаї і в ході бою він загинув. За однією з версій, пустив останню кулю собі у серце не давши взяти себе у полон, за іншою — був застрелений.
Тіло Купріяна Тутки привезли в Шишаки для упізнання та згодом залишили непохованим в яру серед селища. Згодом його таємно поховали родичі, а в 1945 році відбулося перезахоронення останків біля меморіалу невідомому солдату.
Купріян Тутка посмертно нагороджений орденом Вітчизняної війни 1 ступеня та медаллю «Партизанові Вітчизняної війни» 1 ступеня.
Вулицю у Шишаках де Купріян Тутка народився і жив, назвали на його честь вулицею Купріяна Тутки. На початку вулиці у 1978 році встановили велику меморіальну дошку. Також меморіальна плита встановлена на його могилі та меморіальний знак встановлений на місці його загибелі.